# Fairview (Ohio)
Fairview è un villaggio degli Stati Uniti d'America, situato nello stato dell'Ohio, diviso tra la contea di Belmont e la contea di Guernsey.